# Selce (Poltár)
Selce (em húngaro: Telep) é um município da Eslováquia, situado no distrito de Poltár, na região de Banská Bystrica. Tem 24,41 km² de área e sua população em 2018 foi estimada em 115 habitantes.

## Demografia
| Ano:        | 1994 | 2004    | 2014    | 2024   |
| ----------- | ---- | ------- | ------- | ------ |
| Broj ljudi: | 118  | 94      | 110     | 119    |
| Razlika:    |      | -20,33% | +17,02% | +8,18% |

| Ano:               | 2023 | 2024   |
| ------------------ | ---- | ------ |
| Número de pessoas: | 116  | 119    |
| Diferença:         |      | +2,58% |